# Hoplitis brevicornis
Hoplitis brevicornis är en biart som först beskrevs av Morawitz 1880.  Hoplitis brevicornis ingår i släktet gnagbin, och familjen buksamlarbin. Inga underarter finns listade i Catalogue of Life.